# モダン・ファミリー
『モダン・ファミリー』（原題：Modern Family）はアメリカ合衆国のコメディ・ドラマシリーズ。ABCで2009年9月23日に放送が開始され、2020年4月8日にシーズン11で最終回を迎えた。番組では、登場人物が所々カメラに向かって直接話す、モキュメンタリー方式で進行する。ジェイ・プリチェット、彼の再婚した妻と連れ子と、ジェイの娘と息子と彼らの家族が取り上げられている。ロイドとレヴィタンは、彼らの『現代の家族』的な話で番組を構成している。
この番組の初回は批評家から称賛され、1,260万人が視聴した。番組が始まってすぐに、第62回プライムタイム・エミー賞の有力候補であるといわれた。また、2009年10月8日に、全話放送すると発表された。番組は、批評家から好意的な評価を得て、いくつかの賞でノミネートされた。放送開始以来、3年間プライムタイム・エミー賞 作品賞 (コメディ部門) を受賞し、エミー賞 助演ゲスト俳優賞 (コメディ部門)でエリック・ストーンストリートが2回、タイ・バーレルが1回受賞し、エミー賞 助演ゲスト女優賞 (コメディ部門)でジュリー・ボーウェンが2回受賞している。番組はまた、ゴールデングローブ賞コメディ/ミュージカル番組部門で作品賞を受賞した。
番組の2013年秋からの放送権はUSAネットワークとフォックス放送10局に売られた。番組の成功はまた2010年度の高視聴率ランキングで16位を獲得し、1話あたり160万ドルの利益を生み出した。『バラエティ』誌のブライアン・ロウリーは初回に関して『3家族の物語が飛び交い、よくある家族というものの現実味について的を射ている中、賢く軽快で今期最高の面白さ』とまとめている。
日本では、FOXスポーツ＆エンターテイメントにて放送されていた。

## 制作

### コンセプション
ロイドとレヴィタンが彼らの家族について話している時、家族を基にした番組を思いつき、モキュメンタリー方式で家族の日常を中心とし制作に取りかかった。その後、3家族と彼らの日常についての番組にし、オリジナルの番組名を『My American Family』とした。制作陣は4つある巨大ネットワークの内、3局と制作交渉をした（フォックス放送と交渉しなかったのは、ロイドが『Back to You』の件で問題を抱えていたからである）。CBSは撮影がシングルカメラ方式の新たな番組を放送する覚悟がなかったため採用しなかった。(CBSは交渉時、同じシングルカメラ方式のシットコム、『Welcome to The Captain』と『Worst Week』をシーズン1で制作中止したばかりだった) NBCはすでにモキュメンタリー方式の『The Office』と『Parks and Recreation』、2番組がすでにあったため断った。ABCが採用し、シーズン1全てを制作すると決めた。

### 放送権
番組はフォーカスグループによる初回の視聴テストを行った後、すぐにアメリカン・ブロードキャスティング・カンパニー (ABC) が放送権を獲得し、16話分発注し、2009年から2010年の秋の新番組としてABCから公式に発表された。番組は2009年10月8日全22話放送すると発表された。2010年1月12日に、ABCエンターテイメント社長のスティーブン·マクファーソンが『モダン・ファミリー』シーズン2の放送を決定したと発表した。シーズン3は2011年1月10日にABCによって発注された。番組のシーズン1の再放送権を150万ドルでUSAネットワークに、シーズン2をフォックス放送の10局に譲渡した。イギリスとアイルランドではSky1で放送されている。

### 撮影
主な撮影はロサンゼルスで行われている。『そりゃないぜ!? フレイジャー』、『ウイングス』と『Just Shoot Me』のクレジットに2人で載っている、制作者のクリストファー・ロイドとスティーブン・レヴィタンは番組のエグゼクティブ・プロデューサーであり、ショーランナーとヘッドライターを、彼らの制作会社「Lloyd-Levitan Productions」レーベルで20世紀フォックステレビジョン所属の元、担当している。彼らの他に脚本陣として、ポール・コリガン、サミール・コーリガン、ジョー・ローソン、ダン・オシャノン、ブラッド・ウォルシュ、キャロライン・ウィリアムズ、ビル・ウルーベル、ダニー・ザッカーとジェフ・モートンが脚本を担当している。監督陣としてはジェイソン・ウィナー、マイケル・スピルラー、ランドール・アインホーンとクリス・コッホがいる。ウィナーは19話分を監督し、番組で最も監督を担当している。

### 訴訟
番組の成功で、出演者たちは2012年夏に1話あたりの最高値の出演料を得るため再交渉した。しかし、交渉は上手く行かずシーズン4の脚本合わせが延期した。出演者の内、5人 (バーレル、ボーウェン、ファーガソン、ストーンストリートとベルガラ)がクイン·エマニュエル法律事務所を通して、2012年7月24日に20世紀フォックステレビジョンをロサンゼルス高等裁判所で訴えた。訴訟中でない時、エド・オニール (他の5人の出演者より多い出演料だった)が彼らに加わり、1話あたり約200,000ドル値上げを求めた。彼らはカリフォルニア州労働法第2855条 (デハビランド法)の『7年ルール』違反だとし、契約時に元々違反だったため、彼らの出演契約は無効であると訴えた。未だに裁判中であるが、制作陣が出演契約が上手くいくように交渉すると申し出たため、出演者らは2012年7月26日に脚本合わせへ復帰した。

## キャストと登場人物
『モダン・ファミリー』の出演者はアンサンブル・キャストでキャスティングされている。番組はジェイ・プリチェットと彼の子供達のクレアとミッチェル、それぞれ3家族の相互関係で展開する。大黒柱のジェイ・プリチェット (エド・オニール)は、かなり年下の情熱的な女性のグロリア (ソフィア・ベルガラ)と再婚し、彼女の連れ子のマニー (リコ・ロドリゲス)の3人で生活している。主婦のクレア (ジュリー・ボーウェン)は自分の事を本気で『イケてる父親』と思っている、不動産業で働くフィル (タイ・バーレル)と結婚している。彼らには、よくいるティーンエイジャーのヘイリー (サラ・ハイランド)、賢い次女のアレックス (アリエル・ウィンター)と長男のルーク (ノーラン・グールド)の3人の子供達がいる。弁護士のミッチェル (ジェシー・タイラー・ファーガソン)とパートナーのキャメロン（エリック・ストーンストリート）はベトナム人の赤ちゃん、リリー  (オーブリー・アンダーソン・エモンズ)を養子として受け入れている。シーズン1で、成人の出演者は1話あたり約30,000ドルから90,000ドル支払われていた。
また番組には、続演している出演者が数人いる。ヘイリーの彼氏、ディラン役を演じるレイド・ユーイングは数話で出演している。フィルの父親、フランク・ダンフィー役でゲスト出演したフレッド・ウィラードは第62回プライムタイム・エミー賞の助演ゲスト俳優賞 (コメディ部門)にノミネートされたが、『Glee/グリー』にゲスト出演したニール・パトリック・ハリスが受賞した。シェリー・ロングはクレアとミッチェルの生物学的母親でジェイの元妻のデデ・プリチェット役で出演した。ネイサン・レインはシーズン2でキャメロンとミッチェルの派手な友達、ペッパー・サルツマン役で出演した。
ジェイとグロリアの犬のステラが数話、出演している。ステラはブリジットが演じていたが、現在はビアトリスが演じている。

### 家系図
緑色にある登場人物は番組でレギュラー出演扱い。点線は養子や再婚による義理の関係で、破線は離婚した夫婦を示す。
| ハビエル・デルガド | ハビエル・デルガド | ハビエル・デルガド | ハビエル・デルガド | ハビエル・デルガド | ハビエル・デルガド |                  |                  | グロリア・プリチェット | グロリア・プリチェット | グロリア・プリチェット | グロリア・プリチェット | グロリア・プリチェット | グロリア・プリチェット |  |  |                  |                  |                                                |                  |                      |                      |                      |                      |                               |                               |                               |                               | ジェイ・プリチェット          | ジェイ・プリチェット          | ジェイ・プリチェット     | ジェイ・プリチェット     | ジェイ・プリチェット     | ジェイ・プリチェット     |  |  | ディーディー・プリチェット | ディーディー・プリチェット | ディーディー・プリチェット | ディーディー・プリチェット | ディーディー・プリチェット | ディーディー・プリチェット |  |  |                        |                        |                        |                        | グレイス・ダンフィー   | グレイス・ダンフィー   | グレイス・ダンフィー | グレイス・ダンフィー | グレイス・ダンフィー | グレイス・ダンフィー |                    |                    | フランク・ダンフィー | フランク・ダンフィー | フランク・ダンフィー | フランク・ダンフィー | フランク・ダンフィー | フランク・ダンフィー |  |  |
| ハビエル・デルガド | ハビエル・デルガド | ハビエル・デルガド | ハビエル・デルガド | ハビエル・デルガド | ハビエル・デルガド |                  |                  | グロリア・プリチェット | グロリア・プリチェット | グロリア・プリチェット | グロリア・プリチェット | グロリア・プリチェット | グロリア・プリチェット |  |  |                  |                  |                                                |                  |                      |                      |                      |                      |                               |                               |                               |                               | ジェイ・プリチェット          | ジェイ・プリチェット          | ジェイ・プリチェット     | ジェイ・プリチェット     | ジェイ・プリチェット     | ジェイ・プリチェット     |  |  | ディーディー・プリチェット | ディーディー・プリチェット | ディーディー・プリチェット | ディーディー・プリチェット | ディーディー・プリチェット | ディーディー・プリチェット |  |  |                        |                        |                        |                        | グレイス・ダンフィー   | グレイス・ダンフィー   | グレイス・ダンフィー | グレイス・ダンフィー | グレイス・ダンフィー | グレイス・ダンフィー |                    |                    | フランク・ダンフィー | フランク・ダンフィー | フランク・ダンフィー | フランク・ダンフィー | フランク・ダンフィー | フランク・ダンフィー |  |  |
|                    |                    |                    |                    |                    |                    |                  |                  |                        |                        |                        |                        |                        |                        |  |  |                  |                  | フルヘンシオ・ジョセフ・"ジョー"・プリチェット |                  |                      |                      |                      |                      |                               |                               |                               |                               |                               |                               |                          |                          |                          |                          |  |  |                            |                            |                            |                            |                            |                            |  |  |                        |                        |                        |                        |                        |                        |                      |                      |                      |                      |                    |                    |                      |                      |                      |                      |                      |                      |  |  |
|                    |                    |                    |                    |                    |                    |                  |                  |                        |                        |                        |                        |                        |                        |  |  |                  |                  |                                                |                  |                      |                      |                      |                      |                               |                               |                               |                               |                               |                               |                          |                          |                          |                          |  |  |                            |                            |                            |                            |                            |                            |  |  |                        |                        |                        |                        |                        |                        |                      |                      |                      |                      |                    |                    |                      |                      |                      |                      |                      |                      |  |  |
|                    |                    |                    |                    |                    |                    |                  |                  |                        |                        |                        |                        |                        |                        |  |  |                  |                  |                                                |                  |                      |                      |                      |                      |                               |                               |                               |                               |                               |                               |                          |                          |                          |                          |  |  |                            |                            |                            |                            |                            |                            |  |  |                        |                        |                        |                        |                        |                        |                      |                      |                      |                      |                    |                    |                      |                      |                      |                      |                      |                      |  |  |
|                    |                    |                    |                    | マニー・デルガド   | マニー・デルガド   | マニー・デルガド | マニー・デルガド | マニー・デルガド       | マニー・デルガド       |                        |                        |                        |                        |  |  | メーレ・タッカー | メーレ・タッカー | メーレ・タッカー                               | メーレ・タッカー | メーレ・タッカー     | メーレ・タッカー     |                      |                      | バーブ・タッカー              | バーブ・タッカー              | バーブ・タッカー              | バーブ・タッカー              | バーブ・タッカー              | バーブ・タッカー              |                          |                          |                          |                          |  |  |                            |                            |                            |                            |                            |                            |  |  |                        |                        |                        |                        |                        |                        |                      |                      |                      |                      |                    |                    |                      |                      |                      |                      |                      |                      |  |  |
|                    |                    |                    |                    | マニー・デルガド   | マニー・デルガド   | マニー・デルガド | マニー・デルガド | マニー・デルガド       | マニー・デルガド       |                        |                        |                        |                        |  |  | メーレ・タッカー | メーレ・タッカー | メーレ・タッカー                               | メーレ・タッカー | メーレ・タッカー     | メーレ・タッカー     |                      |                      | バーブ・タッカー              | バーブ・タッカー              | バーブ・タッカー              | バーブ・タッカー              | バーブ・タッカー              | バーブ・タッカー              |                          |                          |                          |                          |  |  |                            |                            |                            |                            |                            |                            |  |  |                        |                        |                        |                        |                        |                        |                      |                      |                      |                      |                    |                    |                      |                      |                      |                      |                      |                      |  |  |
|                    |                    |                    |                    |                    |                    |                  |                  |                        |                        |                        |                        |                        |                        |  |  |                  |                  |                                                |                  |                      |                      |                      |                      |                               |                               |                               |                               |                               |                               |                          |                          |                          |                          |  |  |                            |                            |                            |                            |                            |                            |  |  |                        |                        |                        |                        |                        |                        |                      |                      |                      |                      |                    |                    |                      |                      |                      |                      |                      |                      |  |  |
|                    |                    |                    |                    |                    |                    |                  |                  |                        |                        |                        |                        |                        |                        |  |  |                  |                  |                                                |                  | キャメロン・タッカー | キャメロン・タッカー | キャメロン・タッカー | キャメロン・タッカー | キャメロン・タッカー          | キャメロン・タッカー          |                               |                               | ミッチェル・プリチェット      | ミッチェル・プリチェット      | ミッチェル・プリチェット | ミッチェル・プリチェット | ミッチェル・プリチェット | ミッチェル・プリチェット |  |  | クレア・ダンフィー         | クレア・ダンフィー         | クレア・ダンフィー         | クレア・ダンフィー         | クレア・ダンフィー         | クレア・ダンフィー         |  |  |                        |                        |                        |                        |                        |                        |                      |                      | フィル・ダンフィー   | フィル・ダンフィー   | フィル・ダンフィー | フィル・ダンフィー | フィル・ダンフィー   | フィル・ダンフィー   |                      |                      |                      |                      |  |  |
|                    |                    |                    |                    |                    |                    |                  |                  |                        |                        |                        |                        |                        |                        |  |  |                  |                  |                                                |                  | キャメロン・タッカー | キャメロン・タッカー | キャメロン・タッカー | キャメロン・タッカー | キャメロン・タッカー          | キャメロン・タッカー          |                               |                               | ミッチェル・プリチェット      | ミッチェル・プリチェット      | ミッチェル・プリチェット | ミッチェル・プリチェット | ミッチェル・プリチェット | ミッチェル・プリチェット |  |  | クレア・ダンフィー         | クレア・ダンフィー         | クレア・ダンフィー         | クレア・ダンフィー         | クレア・ダンフィー         | クレア・ダンフィー         |  |  |                        |                        |                        |                        |                        |                        |                      |                      | フィル・ダンフィー   | フィル・ダンフィー   | フィル・ダンフィー | フィル・ダンフィー | フィル・ダンフィー   | フィル・ダンフィー   |                      |                      |                      |                      |  |  |
|                    |                    |                    |                    |                    |                    |                  |                  |                        |                        |                        |                        |                        |                        |  |  |                  |                  |                                                |                  |                      |                      |                      |                      |                               |                               |                               |                               |                               |                               |                          |                          |                          |                          |  |  |                            |                            |                            |                            |                            |                            |  |  |                        |                        |                        |                        |                        |                        |                      |                      |                      |                      |                    |                    |                      |                      |                      |                      |                      |                      |  |  |
|                    |                    |                    |                    |                    |                    |                  |                  |                        |                        |                        |                        |                        |                        |  |  |                  |                  |                                                |                  |                      |                      |                      |                      |                               |                               |                               |                               |                               |                               |                          |                          |                          |                          |  |  |                            |                            |                            |                            |                            |                            |  |  |                        |                        |                        |                        |                        |                        |                      |                      |                      |                      |                    |                    |                      |                      |                      |                      |                      |                      |  |  |
|                    |                    |                    |                    |                    |                    |                  |                  |                        |                        |                        |                        |                        |                        |  |  |                  |                  |                                                |                  |                      |                      |                      |                      | リリー・タッカー=プリチェット | リリー・タッカー=プリチェット | リリー・タッカー=プリチェット | リリー・タッカー=プリチェット | リリー・タッカー=プリチェット | リリー・タッカー=プリチェット |                          |                          |                          |                          |  |  | ヘイリー・ダンフィー       | ヘイリー・ダンフィー       | ヘイリー・ダンフィー       | ヘイリー・ダンフィー       | ヘイリー・ダンフィー       | ヘイリー・ダンフィー       |  |  | アレックス・ダンフィー | アレックス・ダンフィー | アレックス・ダンフィー | アレックス・ダンフィー | アレックス・ダンフィー | アレックス・ダンフィー |                      |                      | ルーク・ダンフィー   | ルーク・ダンフィー   | ルーク・ダンフィー | ルーク・ダンフィー | ルーク・ダンフィー   | ルーク・ダンフィー   |                      |                      |                      |                      |  |  |

### ダンフィー家
フィル・ダンフィー
演：タイ・バーレル
ダンフィー家の家長で、不動産のセールスマン。自称「クール・ダディ―」だが、お調子者の陽気な性格で子供達には甘い。
クレア・ダンフィー
演：ジュリー・ボーウェン
フィルの妻で専業主婦。元キャリアウーマンなためか厳しいところもあるが、家族思いの良い母親。機械に弱い。
ヘイリー・ダンフィー
演：サラ・ハイランド
ダンフィー家の長女。初登場時（シーズン1初回）の年齢は15歳。第1シーズン初登場時は15歳。典型的なティーンエイジャーといえる性格をしているが、親との言い争いなどではやや内向的な性格が垣間見える。
勉強は苦手だが要領は良く、美人で社交的。ディランというボーイフレンドに夢中。
アレックス・ダンフィー
演：アリエル・ウィンター
ダンフィー家次女。初登場時（シーズン1初回）の年齢は13歳。年の割には冷静な性格の持ち主で、3人の姉弟の中でも最も賢い人物。チェロを演奏し、ラクロスを楽しむことが好き。
ルーク・ダンフィー
演：ノーラン・グールド
ダンフィー家長男で、末っ子。初登場時（シーズン1初回）の年齢は11歳。落ち着きがなくトラブルを起こすこともあるが、無邪気で子供らしい。
名前はディーディーの父、つまり3姉弟の曽祖父の名前から取られた。

### プリチェット家
ジェイ・プリチェット
演：エド・オニール
プリチェット家の家長で、会社を経営している。クレアとミッチェルの父。保守的で気難しいが、徐々に丸くなっていく。
グロリア・デルガド・プリチェット
演：ソフィア・ベルガラ
ジェイの妻で、コロンビア移民。ジェイとは大きく年が離れている。情熱的でセクシーな美女。性格が激しいところがあり、思った事を口に出してしまうことも。
マニー・デルガド
演：リコ・ロドリゲス
グロリアと先夫との子で、ジェイとの血のつながりはないが自分のルーツに誇りを持っている。クレアとミッチェルの義弟。とても大人びた性格。
ジョー・プリチェット
演：ジェレミー・マグワイア（シーズン7以降）、レベッカ&シエラ・マーク（シーズン4）、ピアース・ウォレス（シーズン5、6）
ジェイとグロリアの息子。本名はフルヘンシオ・ジョセフ・プリチェット。クレア、ミッチェル、マニーにとって異母弟にあたる。

### タッカー=プリチェット家
ミッチェル・プリチェット
演：ジェシー・タイラー・ファーガソン
クレアの弟で、弁護士。真面目で神経質。父のジェイにゲイであることを受け入れてもらえなかったことで、家族とぎくしゃくすることもあった。
キャメロン・タッカー
演：エリック・ストーンストリート
ミッチェルのパートナーで、いわゆる専業主夫。元プロの道化師。ミュージカルを愛するおおらかなムードメーカー。
リリー・タッカー゠プリチェット
演：オーブリー・アンダーソン゠エモンズ（シーズン3以降）、ジェイデン&エラ・ヒラー（シーズン1、2）
ミッチェルとキャメロンの養子で、ベトナム人。

### その他
ディーディー・プリチェット
演：シェリー・ロング
ジェイの先妻で、クレアとミッチェルの実母。
ハビエル・デルガド
演：ベンジャミン・ブラット
マニーの実父で、グロリアの先夫。
フランク・ダンフィー
演：フレッド・ウィラード
フィルの父で、ヘイリーたち3兄弟からみれば祖父にあたる人物。
ディラン・マーシャル
演：リード・ユーイング
ヘイリーが高校時代から付き合ったり別れたりを繰り返しているボーイフレンド。

## エピソード一覧
| シーズン | シーズン | 話数 | 話数 | 放送期間      | 放送期間      |
| シーズン | シーズン | 話数 | 話数 | 初回放送      | 最終回放送    |
| -------- | -------- | ---- | ---- | ------------- | ------------- |
|          | 1        | 24   | 24   | 2009年9月23日 | 2010年5月19日 |
|          | 2        | 24   | 24   | 2010年9月22日 | 2011年5月25日 |
|          | 3        | 24   | 24   | 2011年9月21日 | 2012年5月23日 |
|          | 4        | 24   | 24   | 2012年9月26日 | 2013年5月22日 |
|          | 5        | 24   | 24   | 2013年9月25日 | 2014年5月21日 |
|          | 6        | 24   | 24   | 2014年9月24日 | 2015年5月20日 |
|          | 7        | 22   | 22   | 2015年9月23日 | 2016年5月18日 |
|          | 8        | 22   | 22   | 2016年9月21日 | 2017年5月17日 |
|          | 9        | 22   | 22   | 2017年9月27日 | 2018年5月16日 |
|          | 10       | 22   | 22   | 2018年9月26日 | 2019年5月8日  |
|          | 11       | 18   | 18   | 2019年9月25日 | 2020年4月8日  |

## 日本での放映
モダン・ファミリー
- 2012年2月11日 - 2012年5月11日(FOXチャンネル/全24話)

モダン・ファミリー シーズン2
- 2012年9月9日 - (FOXチャンネル/全24話)